# Карл-Герман Шнайдевінд
Карл-Герман Шнайдевінд (нім. Karl-Hermann Schneidewind; 7 березня 1907, Ганноверш-Мюнден — 12 жовтня 1965) — німецький льотчик-спостерігач і офіцер-підводник, майор люфтваффе, корветтен-капітан крігсмаріне. Кавалер Німецького хреста в золоті.

## Біографія
5 квітня 1927 років вступив на флот. В 1942/43 роках служив в люфтваффе. З вересня 1943 по березень 1944 року пройшов курс підводника, в березні-червні — курс командира підводного човна. З 29 липня 1944 по 9 травня 1945 року — командир підводного човна U-1064, на якому здійснив 1 похід (7 лютого — 9 квітня 1945). 21 лютого 1945 року потопив ісландський торговий пароплав Dettifoss водотоннажністю 1564 тонни, який перевозив 1300 тонн генеральних вантажів; 15 з 44 членів екіпажу загинули.

## Звання
- Кандидат в офіцери (5 квітня 1927)
- Морський кадет (11 жовтня 1927)
- Фенріх-цур-зее (1 квітня 1929)
- Оберфенріх-цур-зее (1 червня 1931)
- Лейтенант-цур-зее (1 жовтня 1931)
- Оберлейтенант-цур-зее (1 жовтня 1933)
- Капітан-лейтенант (1 жовтня 1936)
- Корветтен-капітан (1 вересня 1943)

## Нагороди
- Медаль «За вислугу років у Вермахті» 4-го і 3-го класу (12 років)
- Залізний хрест 2-го і 1-го класу
- Нагрудний знак спостерігача
- Нагрудний знак підводника
- Німецький хрест в золоті (19 квітня 1945)